# Català lleidatà

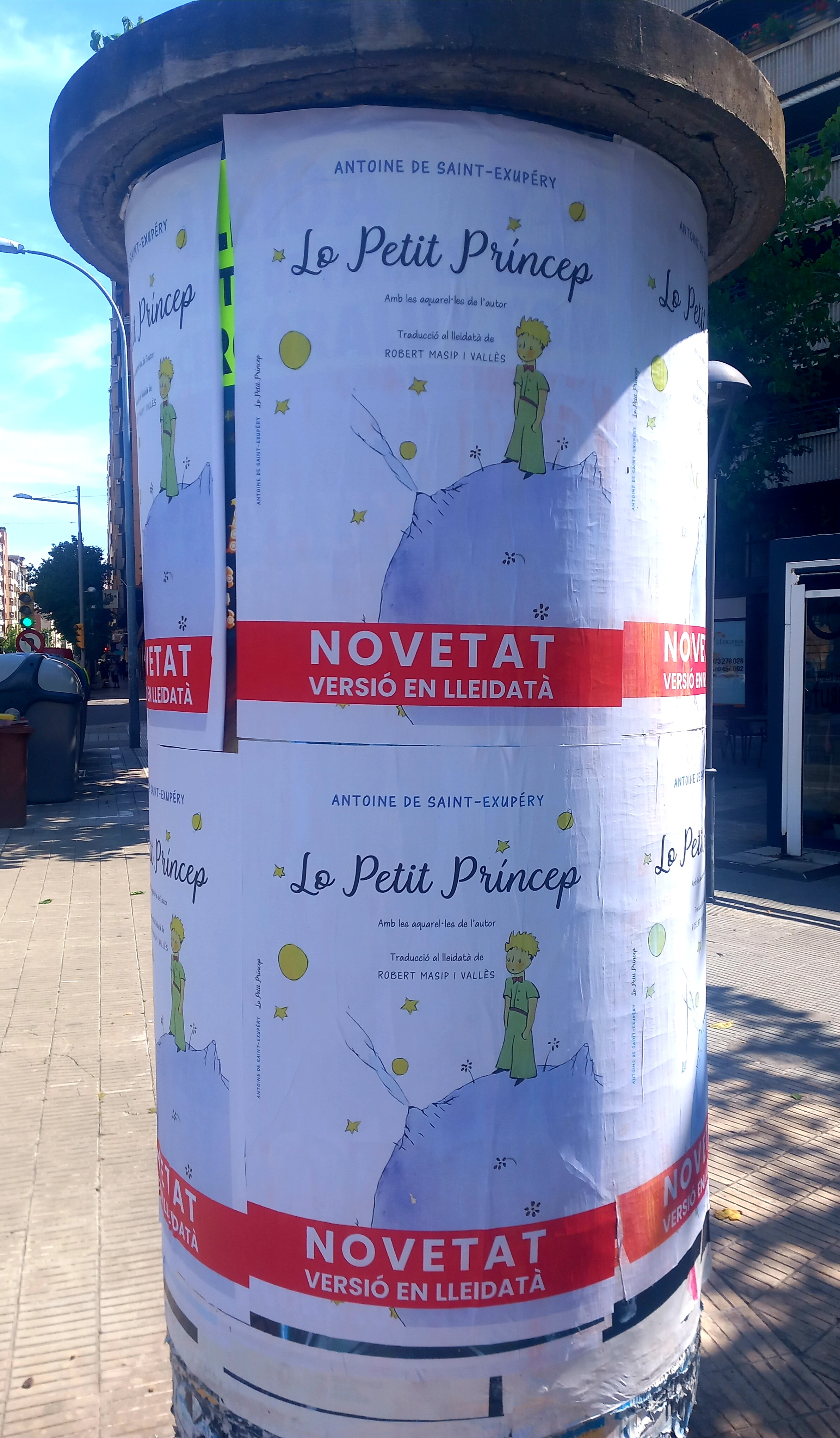
Lo petit príncep, el clàssic d'Antoine de Saint-Exupéry, traduït al lleidatà el 2025

El català lleidatà és un dialecte dins del català occidental. Lo lleidatà forma part del català com qualsevol altre dialecte i conté paraules i expressions pròpies vinculades a la cultura i manera de fer i ser històricament.
No existeix, formalment i oficialment, cap estudi que reculli o normalitzi el dialecte occidental lleidatà i, de vegades, ha estat estigmatitzat fora dels seus límits geogràfics, tot i que, teòricament, això ja no ocorre. Cada context geogràfic, cada comarca, cada poble ha tingut la capacitat d'adaptar, amb el pas dels anys, el significat i la correcció de les paraules, els verbs i les expressions a les seves pròpies necessitats.

## Trets del lleidatà que encara es mantenen
1. Mots amb /é/ provinent dels fonemes llatins Ē, Ĭ, OE: c[é]ba.[6]
2. Reducció vocàlica pròpia del català occidental: b[o]uet.
3. Obertura de /e/ àtona inicial (normalment davant d'ena, ema i essa): [a]nciam.
4. Tancament de /o/ àtona en síl·laba pretònica seguida de /í/: c[u]sí.
5. Segregació de [j] davant de /ʃ/: ca[j]xa.
6. Africació de /ʃ/ inicial o en obertura postconsonàntica: [t͡ʃ]ocolata.
7. Africada prepalatal provinent del fonemes llatins I- / -I- o G- seguida de vocal palatal: [d͡ʒ]ove.

## Trets del lleidatà que retrocedeixen per influència de l'estàndard català
1. Presència de /á/ etimològica al verb n[á]ixer.[6]
2. Tancament de /e/ àtona per adjacència d'una consonant palatal: g[i]ner.
3. Manteniment de /e/ etimològica seguida de /ó/: r[e]dó.
4. Diftongació de /o/ àtona inicial: [aw]rella.
5. Conversió en [ɛ] de les /a/ posttòniques finals: aigu[ɛ].
6. Geminació de /b/ i /ɡ/ davant de /j/ o /w/: gà[bb]ia.
7. Geminació dels grups -bl-, -gl-: mo[bb]le.
8. Pronúncia de /t/ final postconsonàntica seguida d'un mot començat per vocal: San[t] Antoni.
9. Reforç dental de la /i/ àtona final: llapi[t]s.
10. Palatalització de /z/ després de /ʎ/: all[t͡ʃ].
11. Rotacisme: f[ɾ]uix.
12. Metàtesi de ròtiques: xerra[ɾj]e.
13. Palatalització de -/n/- precedida de /j/: fe[ɲ]a.

## Trets del lleidatà que retrocedeixen per influència de la presència del castellà
1. Obertura de /e/ àtona inicial en mots amb /e/ inicial en l'equivalent espanyol: [a]nganyar, [a]lefant, f[a]rradura.[6]
2. Retrocés de la consonant lateral palatal /ʎ/: [j]ibre

## Lo nou diccionari lleidatà-català
Robert Masip, Ferran Montardit i David Prenafeta van decidir l'any 2010 fer un nou diccionari no oficial de català lleidatà, Lo nou diccionari lleidatà-català, en què recollien més de 3.000 paraules i expressions pròpies de les terres de Lleida. Van dur a terme un estudi per molts pobles, i arribaren a la conclusió que la zona més característica del dialecte diferenciat és el Baix Segre. El diccionari recull expressions que s'han anat perdent en el territori, però que encara es conserven en la parla, sobretot de la gent gran, i força del vocabulari està relacionat amb la pagesia, que era fins ara la principal activitat econòmica de Ponent.